# کروان
کروان (به لاتین: Kerewan) یک منطقهٔ مسکونی در گامبیا است که در North Bank Division واقع شده‌است.